# Adolfo Barán
Adolfo Barán Fils (Montevideo, 22 novembre 1961) è un ex calciatore uruguaiano, di ruolo attaccante.

## Carriera

### Club
In carriera ha totalizzato complessivamente 14 partite e 4 reti in Coppa Libertadores.

### Nazionale
Ha partecipato ai Mondiali Under-20 del 1981. Tra il 1987 ed il 1989 ha giocato invece in totale 4 partite con la nazionale maggiore uruguaiana, senza mai segnare.